# 藤沢利喜太郎
藤沢 利喜太郎（ふじさわ りきたろう、文久元年9月9日〈1861年10月12日〉 - 昭和8年〈1933年〉12月23日）は、日本の数学者、統計学者、教育学者。東京帝国大学理科大学教授、帝国学士院会員、貴族院帝国学士院会員議員、理学博士。
明治期より日本の数学教育の確立と西欧の数学の移入に尽力した。

## 来歴
佐渡国（現: 新潟県佐渡市）に幕臣・藤沢親之の長男として生まれる。1882年、東京大学理学部を卒業、翌年からヨーロッパに留学し、ロンドン大学、ベルリン大学、ストラスブール大学に学ぶ。ストラスブール大学では幾何学の専門家のテオドール・ライエが担当したゼミナールに参加する一方、エルヴィン・クリストッフェルの下で偏微分方程式論などを研究し、同大学に学位論文を提出した。1887年に帰国し、帝国大学理科大学の教授に就任した。1891年、理学博士の学位を得る。
1906年に帝国学士院会員となり、1920年、勲一等瑞宝章を受章し、1921年に大学を停年退職。その後、1925年10月10日に貴族院の帝国学士院会員議員（7年任期）に選出され2期務めたが、2期目の任期途中で他界した。

## 人物・業績

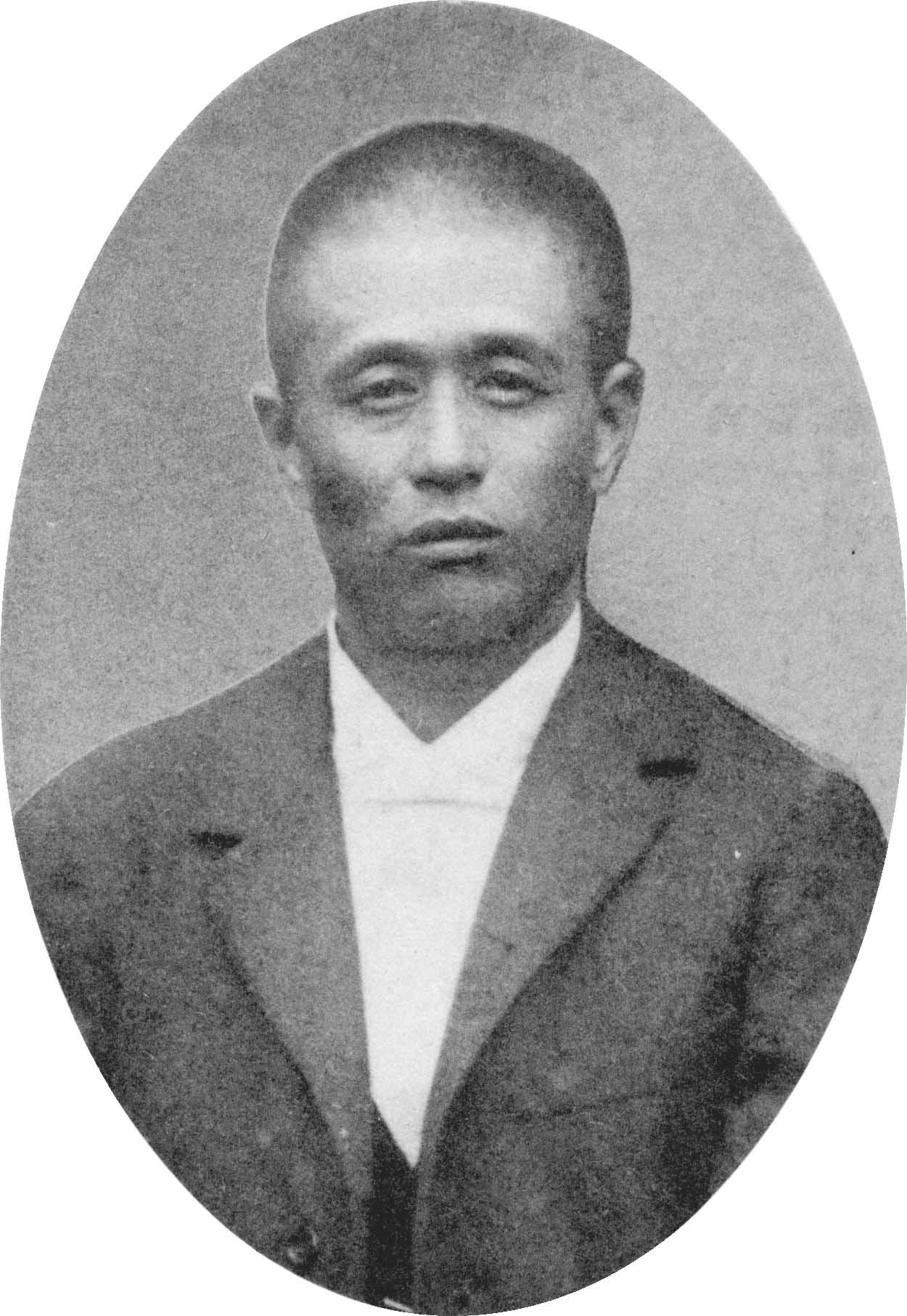
藤沢利喜太郎

藤沢は数学では菊池大麓についで2人目の日本人教授であった。教育行政などの政治的方面で忙しかった菊池に対し、藤沢は初めて研究論文を書き続けた日本人数学者と云われている。藤沢は大学数学科教育の改革に尽力し、ドイツ式のゼミナールを導入して後進の指導に当たり、高木貞治などの優れた数学者を生み出した。また中等数学教育にも力を入れ、中学校向け数学教科書を多数編纂し、多くの中学校・師範学校で使われた。またその一方で、西欧の純粋数学を移入するだけではなく、応用である統計学を紹介した。日本の諸統計を用いて「本邦死亡生残表」を作って生命保険業発足に貢献した。また、第1回普通選挙（1928年、第16回衆議院議員総選挙）の結果のできるだけ正確な統計を取って分析し、選挙法改正に役立たせるなどの活動も行った。
1900年にパリで開催された第２回国際数学者会議では「数学の問題（和算教育の批判的紹介）」について招待講演を行っている。

## 栄典
- 1903年（明治36年）12月26日 - 勲三等瑞宝章[6]
- 1910年（明治43年）12月26日 - 勲二等瑞宝章[7]
- 1913年（大正2年）8月11日 – 従三位[8]
- 1915年（大正4年）11月10日 - 大礼記念章[9]
- 1920年（大正9年）12月25日 - 勲一等瑞宝章[10][11]

## 著書・資料
- 『數學ニ用ヰル辭ノ英和對譯字書』博聞社、1889年2月 NDLJP:826493。
- 『生命保儉論』文海堂、1889年7月 NDLJP:800566。
- 『算術条目及教授法』藤沢利喜太郎、1895年 NDLJP:811540。
- 『算術教科書』大日本図書、1896年 NDLJP:826836NDLJP:826837。
- 『総選挙読本 - 普選総選挙の第1回』岩波書店、1928年 NDLJP:1452775。
- 『藤沢博士遺文集』上・中・下巻、藤沢博士記念会、1934 - 1935年 NDLJP:1063210NDLJP:1063215NDLJP:1063218。
- 『藤沢博士追想録』東京帝国大学理学部数学教室藤沢博士記念会、1938年 NDLJP:1222781。

## 評伝
- 上垣渉『開拓者藤沢利喜太郎と改革者遠山啓 日本の数学教育をつくった二大巨人』日本評論社 2023年

## 親族
- 子
  - 長男: 藤沢親雄 - 官僚、皇国思想家、九州帝国大学、北京大学、燕京大学、日本大学、国士舘大学各教授
  - 次男: 藤沢威雄 - 官僚、企画院第七部長
  - 長女: 五代いさ - 五代信厚（五代龍作の次男、五代友厚の孫）の妻
  - 次女: 左右田さよ - 左右田徳郎（左右田喜一郎の弟）の妻
  - 三女: 山田ゆり - 山田文雄（東京帝国大学教授、愛知大学学長）の妻
- 兄弟
  - 弟: 藤沢周次 - 英文学者、劇作家、学習院名誉教授
  - 弟: 藤沢磐 - 海軍少将 1875年11月 - 1947年2月14日
  - 妹: 南部やす（屋須） - 南部球吾（工学博士、三菱合資会社管事・鉱山部長、大夕張炭礦株式会社取締役会長、東京倉庫株式会社取締役）の妻[12]
  - 妹: 山口ソノ - 物理学者・山口鋭之助（京都帝国大学教授、宮中顧問官）の妻